# Tofsfrankolin
Tofsfrankolin (Ortygornis sephaena) är en fågel i familjen fasanfåglar inom ordningen hönsfåglar.

## Utseende och läte
Tofsfrankolinen är en medelstor beigebrun frankolin med en buskig huvudtofs som den ibland reser. Runt den vita strupen syns ett brett "pärlhalsband". I gryning och skymning hörs ett upprepat, snabbt och gladlynt "cheer kirk-kik" som avges i duett.

## Utbredning och systematik
Tofsfrankolin förekommer i Afrika söder om Sahara. Den delas upp i fem underarter i två grupper, med följande utbredning:
- Ortygornis sephaena rovuma – förekommer utmed kusten från Kenya och Tanzania till norra Moçambique
- sephaena-gruppen
  - Ortygornis sephaena granti – förekommer från Etiopien till Sydsudan, Uganda och nordcentrala Tanzania
  - Ortygornis sephaena spilogaster – förekommer från östra Etiopien till Somalia och nordöstra Kenya
  - Ortygornis sephaena sephaena – förekommer från östra Zimbabwe till sydöstra Botswana och nordöstra Sydafrika
  - Ortygornis sephaena zambesiae – förekommer från västcentrala Moçambique till nordvästra Namibia och södra Angola

### Släktestillhörighet
Tidigare fördes den som ensam art till släktet Dendroperdix. Genetiska studier visar dock att den står nära de asiatiska arterna grå frankolin och kärrfrankolin. Tillsammans lyfts de numera vanligen ut i det egna släktet Ortygornis.
Längre tillbaka placerades den i släktet Francolinus, men även där visade genetiska studier visar att placeringen var inkorrekt.

## Levnadssätt
Tofsfrankolinen hittas i savann och flodnära skogar. Den går bestämt på marken med rest stjärt, vilket ger den ett tamhönslikt intryck.

## Status
Arten har ett stort utbredningsområde och beståndet anses stabilt. Internationella naturvårdsunionen IUCN listar den därför som livskraftig (LC).